# Лазарович Тарас Михайлович
Тарас Михайлович Лазарович (нар. 22 квітня 1982, Чинадійово, Мукачівський район, Закарпатська область, УРСР) — український футболіст, півзахисник одеської «Жемчужини».

## Життєпис
Першим професіональнимним клубом була кіровоградська «Зірка». У 2005 році перейшов до запорізького «Металурга». У Вищій лізі дебютував 15 жовтня 2006 року в матчі проти полтавської «Ворскли» (2:1). Влітку 2009 року перейшов у луганську «Зорю». У команді дебютував 18 липня 2009 року в матчі проти київського «Арсеналу» (0:0).
12 лютого 2012 року підписав контракт з «Мордовією». Влітку 2012 року залишив команду і повернувся в запорізький «Металург».

## Статистика виступів
| Сезон   | Клуб                     | Ліга         | Чемпіонат | Чемпіонат | Кубок | Кубок | Дубль | Дубль |
| Сезон   | Клуб                     | Ліга         | Матчі     | Голи      | Матчі | Голи  | Матчі | Голи  |
| ------- | ------------------------ | ------------ | --------- | --------- | ----- | ----- | ----- | ----- |
| 2004/05 | Зірка (Кіровоград)       | Друга ліга   | 13        | 1         | 1     | 0     | —     | —     |
| 2005/06 | «Металург-2» (Запоріжжя) | Друга ліга   | 7         | 7         | —     | —     | —     | —     |
| 2005/06 | «Металург» (Запоріжжя)   | Друга ліга   | 0         | 0         | 0     | 0     | 23    | 6     |
| 2006/07 | «Металург-2» (Запоріжжя) | Друга ліга   | 1         | 0         | —     | —     | —     | —     |
| 2006/07 | «Металург» (Запоріжжя)   | Вища ліга    | 7         | 0         | 1     | 0     | 20    | 6     |
| 2007/08 | «Металург» (Запоріжжя)   | Вища ліга    | 25        | 3         | 0     | 0     | 3     | 0     |
| 2008/09 | «Металург» (Запоріжжя)   | Прем'єр-ліга | 11        | 0         | 1     | 0     | 19    | 5     |
| 2009/10 | «Зоря» (Луганськ)        | Прем'єр-ліга | 29        | 7         | 1     | 0     | 0     | 0     |
| 2010/11 | «Зоря» (Луганськ)        | Прем'єр-ліга | 28        | 5         | 3     | 0     | —     | —     |